# Golfo di Guayaquil
Il golfo di Guayaquil è un golfo che si trova sulla costa occidentale (oceano Pacifico) del Sudamerica, tra l'Ecuador e il Perù.
È delimitato a nord dalla città di Salinas in Ecuador mentre il suo limite meridionale è punta Pariñas in Perù. Le coste sono per lo più basse e paludose e al suo interno si trovano 13 isole la principale delle quali è Puná (855 km²). Si affacciano sulle sue coste le regioni del Perù di Tumbes, Piura e le province dell'Ecuador di Guayas, di Santa Elena e di El Oro.
Il golfo prende il nome dalla città di Guayaquil. Sfociano nel golfo diversi fiumi come il fiume Guayas, Jubones, Zarumilla e Tumbes.
Intorno alle coste del golfo si trova l'ecoregione Gulf of Guayaquil-Tumbes (NT1413).